# Хейман, Арт

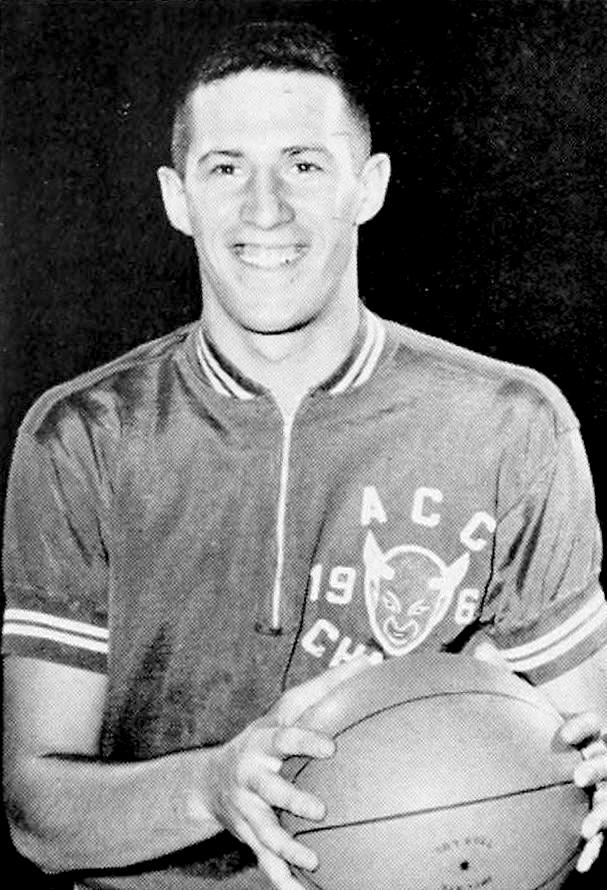
Хейман в Дьюкском университете в 1962 году.

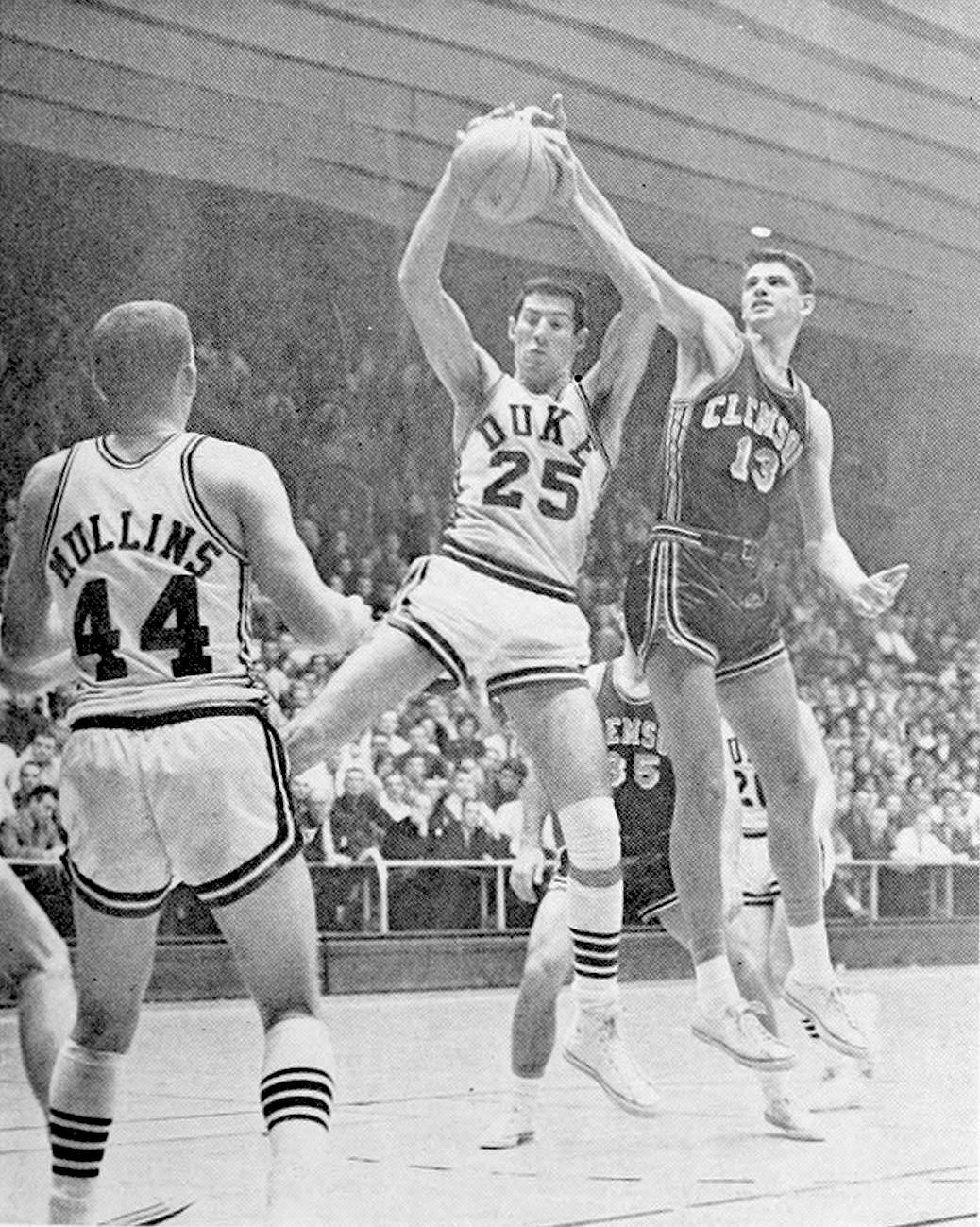
Хейман,12 января 1963 года, под номером 25 команды Дюк Блю Девилз, подбирает мяч во время домашней игры против Клемсон Тайгерс.

Артур Брюс «Арт» Хейман (англ. Arthur Bruce "Art" Heyman, 24 июня 1941, Нью-Йорк, Нью-Йорк — 27 августа 2012, Клермонт, Флорида) — американский профессиональный баскетболист. Выступая за Дьюкский университет, в 1963 году получил приз имени Оскара Робертсона, стал баскетболистом года среди студентов по версии Associated Press, баскетболистом года среди студентов по версии UPI, баскетболистом года среди студентов по версии Sporting News, баскетболистом года среди студентов по версии Helms Foundation, баскетболистом года конференции Atlantic Coast.

## Ранние годы
Арт Хейман родился в Нью-Йорке. Посещал среднюю школу Ошенсайд, где выступал за школьную баскетбольную команду. По окончании школы ему поступило множество предложений от разных университетов и, первоначально, он даже согласился вступить в Университет Северной Каролины в Чапел-Хилл. Однако в последний момент он передумал и вступил в университет Дьюка, где стал выступать за команду «Дьюк Блю Девилз».

## Профессиональная карьера
После успешного выступления за университетскую команду, Хейман был выбран под общим первым номером на драфте НБА 1963 года клубом «Нью-Йорк Никс». В своём дебютном сезоне в НБА он в среднем за игру набирал по 15,4 очка и был включён в первую сборную новичков. Однако уже во втором сезоне из-за его взрывного характера и частых эмоциональных всплесков, его игровое время в «Никс» сильно сократилось, а его результативность упала до 5.7 очка за игру. После нескольких лет в «Никс», он также играл за клубы «Цинциннати Роялз» и «Филадельфия 76», а в 1967 году перешёл в Американскую баскетбольную ассоциацию. В АБА он провёл три сезона, выступая за клубы «Нью-Джерси Американс», «Питтсбург Пайперс», Миннесота Пайперс и «Майами Флоридианс». С «Питтсбург Пайперс» Хейман в 1968 году завоевал чемпионский титул АБА.

## Статистика

### Статистика в НБА
| Сезон                                                                                    | Команда     | Регулярный сезон | Регулярный сезон | Регулярный сезон | Регулярный сезон | Регулярный сезон | Регулярный сезон | Регулярный сезон | Регулярный сезон | Регулярный сезон | Регулярный сезон | Регулярный сезон | Серия плей-офф | Серия плей-офф | Серия плей-офф | Серия плей-офф | Серия плей-офф | Серия плей-офф | Серия плей-офф | Серия плей-офф | Серия плей-офф | Серия плей-офф | Серия плей-офф |
| Сезон                                                                                    | Команда     | GP               | GS               | MPG              | FG%              | 3P%              | FT%              | RPG              | APG              | SPG              | BPG              | PPG              | GP             | GS             | MPG            | FG%            | 3P%            | FT%            | RPG            | APG            | SPG            | BPG            | PPG            |
| ---------------------------------------------------------------------------------------- | ----------- | ---------------- | ---------------- | ---------------- | ---------------- | ---------------- | ---------------- | ---------------- | ---------------- | ---------------- | ---------------- | ---------------- | -------------- | -------------- | -------------- | -------------- | -------------- | -------------- | -------------- | -------------- | -------------- | -------------- | -------------- |
| 1963/64                                                                                  | Нью-Йорк    | 75               |                  | 29,8             | 43,1             |                  | 68,5             | 4,0              | 3,4              |                  |                  | 15,4             | Не участвовал  | Не участвовал  | Не участвовал  | Не участвовал  | Не участвовал  | Не участвовал  | Не участвовал  | Не участвовал  | Не участвовал  | Не участвовал  | Не участвовал  |
| 1964/65                                                                                  | Нью-Йорк    | 55               |                  | 12,1             | 42,7             |                  | 66,7             | 1,8              | 1,4              |                  |                  | 5,7              | Не участвовал  | Не участвовал  | Не участвовал  | Не участвовал  | Не участвовал  | Не участвовал  | Не участвовал  | Не участвовал  | Не участвовал  | Не участвовал  | Не участвовал  |
| 1965/66                                                                                  | Цинциннати  | 11               |                  | 9,1              | 34,9             |                  | 58,8             | 1,2              | 0,6              |                  |                  | 3,6              | Не участвовал  | Не участвовал  | Не участвовал  | Не участвовал  | Не участвовал  | Не участвовал  | Не участвовал  | Не участвовал  | Не участвовал  | Не участвовал  | Не участвовал  |
| 1965/66                                                                                  | Филадельфия | 6                |                  | 3,3              | 33,3             |                  | 80,0             | 0,7              | 0,7              |                  |                  | 1,7              | Не участвовал  | Не участвовал  | Не участвовал  | Не участвовал  | Не участвовал  | Не участвовал  | Не участвовал  | Не участвовал  | Не участвовал  | Не участвовал  | Не участвовал  |
|                                                                                          | Всего       | 147              |                  | 20,5             | 42,7             |                  | 67,9             | 2,8              | 2,4              |                  |                  | 10,3             | Не участвовал  | Не участвовал  | Не участвовал  | Не участвовал  | Не участвовал  | Не участвовал  | Не участвовал  | Не участвовал  | Не участвовал  | Не участвовал  | Не участвовал  |
| Наведите курсор мыши на аббревиатуры в заголовке таблицы, чтобы прочесть их расшифровку. |             |                  |                  |                  |                  |                  |                  |                  |                  |                  |                  |                  |                |                |                |                |                |                |                |                |                |                |                |

## Пост-баскетбольная карьера
Хейман ушел из профессионального баскетбола в 1970 году, набрав 4030 очков в НБА/АБА. Он был включен в Зал славы Дьюкского университета, Зал славы Helms Foundation, Национальный еврейский зал славы и Зал славы средней школы Нассо. Лишь в  1990 году его номер № 25 был выведен из обращения. В 1996 году он открыл ресторан Tracy J's Watering Hole на Манхэттене, Нью-Йорк.
Хейман умер в возрасте 71 года 27 августа 2012 года в Клермонте, Флорида.